# 増山法恵
増山 法恵（ますやま のりえ、1950年1月29日 -  2021年6月30日から7月1日にかけての未明）は、日本の漫画原作者、小説家、書評家、映画評論家、音楽評論家。東京都出身。血液型はB型。
漫画家・竹宮惠子のプロダクションのプロデューサー兼ディレクターを20歳のときから務め、『変奏曲』の原作なども担当する。15年間務めたのち独立、フリーライターとして活動する。のりす・はーぜの筆名で、『風と木の詩』のその後を書いた小説『神の子羊』や、イギリスのパブリックスクールを舞台にしたミステリー『永遠の少年』を執筆。他に、増山のりえの名前で『アリス・ブック』『少女風雅』の編纂など。

## 来歴

### 生い立ち
幼少時から指が人よりもよく動いたという理由で、両親のすすめでピアノを習い始め、小・中学校時代は桐朋学園大学の『子供のための音楽教室』に通い、将来はプロのピアニストを目指していた。指の動きのはやさは天性のもので、ピアニストとして有利だとピアノ講師に賞讃されたため、お金はすべてレッスンに注ぎ込まれた。そのため、着たかった洋服やドレスを一枚も買って貰えていなかった。
その一方で、蔵書家の叔父や映画好きの叔母に育てられてきたため、映画にも興味を持ち、のちに竹宮惠子が語ったところによると、映画鑑賞のあとで思いついたことを情熱に任せて早口で話しつづけており、その情報量（音楽・映画・文学・漫画）に竹宮は驚かされている。
当時の増山の自室には、クラシック以外のものも含めた大量のレコードと古今東西の文学関連の蔵書、映画のパンフレットが充満していた。元々は叔父の家だったが、叔父夫妻が転居した後、増山一家が住むようになったもので、増山の部屋は元叔父の部屋であり、昭和の初めの少年少女文学全集、歴史的仮名遣いのままの『十五少年漂流記』や『小公子』などがあった。
増山の叔母もカリスマ的存在で、映画は映画館の大画面で鑑賞すること以外、映画ではないと主張し、増山に映画の楽しみ方、批評のポイント、差しあたってみるべき作品などをたたきこんでいる。その影響で、増山自身も、気になる作品があれば2本立て、3本立ての劇場に行ったり、いくつもの「映画の友の会」のような趣味のグループに入会して、名作映画の自主上映会のはしごをしていた。
小学校3年生の頃、増山は『変奏曲』の物語を創り始めている。中学3年生の頃までに第1部、高校生時代には第2部を創作した。ただ、原稿用紙に書き綴ったわけではなく、イメージをノートに書き付けたといった形であった。それを、増山と出会った当初の竹宮が、漫画作品として発表することを提案したと語っている。
そのようにして18歳までピアニストとなるための教育を受けてきたが、東京都立駒場高等学校音楽科（現：東京都立芸術高等学校音楽科）在学中から少年・少女漫画に夢中になる。その頃から受験を拒否するようになってきており、親と対立していた。それでも、20歳頃まではピアノを弾いていた。

### 竹宮惠子との出会い
1970年の春、竹宮惠子は講談社・集英社・小学館の3社の連載を掛け持ちし、そのことが招いた缶詰状態の中で同じ少女漫画家の萩尾望都に知り合い、仕事を手伝って貰ったことがある。その時萩尾は練馬区大泉のペンフレンドであった増山の家に泊まっており、ほどなくして、増山と竹宮は知り合うことになる。増山と初めて会った際、竹宮は自分の知らないことをたくさん知っている人という感じがしたという。
竹宮惠子が本格的に漫画家活動をするようになり、上京したのち、増山に折を見て電話をするようになっていた。増山が浪人生なので最初は遠慮しつつ会っていた。なお、竹宮の作品について、増山は当初、少年物でも少女物でもない中庸をゆくような作品を描いていたので、反感を持っていた。『COM』誌が好むような作品を描いている、計算高い人間であると感じていた。
増山自身も漫画を描いていたが、萩尾や竹宮の絵を見て諦めた。
増山も竹宮惠子同様、中学のころから少年に興味を持ち、少年合唱団やブラスバンドのグループ、剣を持って戦う少年たち、ピーターパン、稲垣足穂の『少年愛の美学』などに二人で意気投合していた。

### 大泉サロン
その後、増山は萩尾と竹宮を、増山の家の向かいの二軒長屋の片方が空き部屋になったということで、二人にトキワ荘のような同居生活を勧めている（大泉サロン）。ただし、その家屋は築30年以上で、外観が老朽化しているだけではなく、風呂や台所など部屋が狭く、毎日のように増山の家の風呂を借りないといけない状態で、夕食も増山家でとるのが日常になっていた。
増山の影響で、竹宮は一流のものに興味を持つようになった。増山の友人たちが留学しており、竹宮は海外の情報を得るのに不自由はなかった。竹宮は大泉にうつってから、映画や絵画を見に行く機会が増え、一番よくいったのが池袋の文芸座だったと述懐している。増山は勝れた作品をくどいくらい熱く紹介し、自分の意見も滔滔と述べるが、あとは勝手に吸収してくれとばかりに他者に何も求めなかったようである。嘘をつかず、権威や人間関係などでは判断しない、とことんフェアな評価であったという。
増山は当時創刊して間もない『薔薇族』を所持していたり、稲垣足穂の研究を進め、ネクタイを締めた男の子とリボンを結んだ男の子とどちらが好きかとか、半ズボン派と長ズボン派とか、少年愛の嗜好についても話題としていた。
萩尾望都や大島弓子らの活躍の裏で、1972年頃の竹宮惠子はスランプに陥っている。『空がすき!』第2部連載時には焦りもあり、連載中に何度か読み切りを入れており、その頃は増山に相談をしないと仕事ができない状態だった。そんな折の9月末に、大泉サロン有志によるヨーロッパ45日間旅行が計画された。増山にとっても、音大受験の問題があった。その頃の彼女の口癖は、「あ～あ、ヨーロッパ、いいよねえ……もう私、本物を見ないことにはどうにもならないよ」であった。そんな増山を竹宮が実際に行こうと誘い、萩尾望都と山岸凉子の2人が参加することになり、増山は両親に「私、我慢できません。本物見てきます！」と訴え、増山の親はよくぞ言った、と諸手をあげて賛成した。増山は、成人式に出ないから振り袖もいらない、旅費の残りは伊勢丹でアルバイトをして稼ぐと言った。その旅行で増山は、少年合唱団を生で聴きに行くことと、ウィーンのオペラ座で生のオペラを鑑賞することを目標としていた。ところが、モスクワへ着いた途端に、アルバイトのころからの急性胃炎のため、何も食べられなくなっている。しかし、ヨーロッパゆきの機上になった途端に、憂鬱な顔はなくなり、スウェーデンを童話っぽくて綺麗だった、そうでなければUターンしていたと述懐している。

### 竹宮惠子のプロデューサーとして
その後、竹宮が大泉から下井草に部屋を見つけて引っ越す際に、既に音大受験を巡って親子喧嘩を繰り返していた増山を、竹宮は一緒に来ないか、と誘った。竹宮にとっては、増山の的確な分析力と理想への強い志向が必要だった。1973年、『ウェディング・ライセンス』や『ロンド・カプリチオーソ』などの作品を竹宮が発表していた当時、増山は竹宮のスケジュール管理や食事の世話、担当との打ち合わせに同席するなど、竹宮をサポートしていた。
増山は漫画にもプロデューサー的なサポートが必要だと考えており、打ち合わせでは「その方向でお願いできますか？」と言う担当編集者に竹宮が「はい」と答えたのに、増山が「それは困ります」と言ってしまい、編集者が「え？どっちでしょうか？」と困惑したり、「あなたはちょっと黙っててもらえますか」「竹宮さん、この方はどういう立場の人なんですか？」と明らかに迷惑がられることもあった。慣れた編集者なら増山が竹宮のブレーン的立場であることを知っているが、はじめての相手は竹宮か増山かどちらを見てよいかわからない状態になってしまう。
増山としては竹宮の口から「うちのプロデューサーです」と言って欲しかったのだが、当時の常識としてはプロデューサー的な立場というのは会社に属して制作資金を管理して、その責任を持ちながら制作に関わる様々な判断を任される人間のことであり、竹宮が増山を「プロデューサー」として紹介しても、編集者や仕事の取引先が認めるわけもなく、「やはり、この人はマネージャーなのだな」と勘違いしてしまうのも無理からぬことだった。
1974年に竹宮の『週刊少女コミック』の担当編集者が毛利和夫に変わり、彼は竹宮に『風と木の詩』を掲載するための工夫として、「読者が一位に推す作品を連載したなら、編集部は何も言えないだろう」という提案をしたが、増山はこの提案を一笑に付した。彼女にとって、『週刊少女コミック』の1位作品は嫌いな作品ばかりであったからである。彼女は『風と木の詩』を竹宮に話を聞かされた当初から評価しており、「『花とゆめ』で連載すればいい」と提案している。しかし、編集者の提案に魅力を感じた竹宮が、「目的があるなら我慢ができる」と主張したところ、増山は「貴種流離譚」を提案した。竹宮は中学時代に読んだ北島洋子の漫画『ナイルの王冠』が好きだったことを思いだし、このようにして、『ファラオの墓』は誕生した。
その頃から増山は竹宮惠子のファンクラブを結成し、当時、高校生であった村田順子を会長にし、会報誌を作るべく情報を提供するようにもなっていた。作品のアイデア出しや、初めてのサイン会のように、作品の順位をあげるために助力していた。ただ、竹宮にとって、その姿が一般からはマネージャーにしか見えないことが最大の不満でストレスだった。
『ファラオの墓』のヒットは竹宮に自信を与え、1976年の『風と木の詩』連載直後、竹宮は増山の『変奏曲』シリーズを3回で月刊連載している。その後も同じような短期連載を繰り返し、「2人分の作家活動をしているような気分であった」と竹宮は述懐している。さらにその経験から『マンガ少年』の依頼があった時も臆することなく引き受けることができ、手塚治虫の『火の鳥』の載った雑誌ということで逡巡する気持ちもあったが、増山の少年誌を推す声に励まされて『地球へ…』の短期連載がスタートしている。この『地球へ…』と『風と木の詩』で1980年の小学館漫画賞を受賞したことに対して増山は、「私が、生涯で全身の血が逆流するくらい嬉しかったのは一度だけ。竹宮惠子が小学館漫画賞を取ったとき」と言って祝福した。

### その後
増山は竹宮のもとで20歳から15年間、「トランキライザー・プロダクツ」のプロデュース・ディレクターを務めた。そののち独立し、書評、映画評、音楽評論活動のかたわら、小説家としても活躍していた。
2021年6月30日から7月1日にかけての未明、自宅で亡くなる。71歳没。竹宮のブログにて報告された。

## 書籍

### 小説
- 『神の子羊』全3巻、光風堂出版（『JUNE』連載）
  - 第1巻、1992年、ISBN 4875193610
  - 第2巻、1993年、ISBN 4875193688
  - 第3巻、1994年、ISBN 4875193769
- 『新装版 神の子羊』全3巻、復刊ドットコム
  - 第1巻、2018年、ISBN 978-4-8354-5554-9
  - 第2巻、2018年、ISBN 978-4-8354-5555-6
  - 第3巻、2018年、ISBN 978-4-8354-5556-3
- 『永遠の少年 : 英国パブリックスクール・ミステリー』角川書店〈角川ルビー文庫〉、1994年、ISBN 4044349010（イラスト・竹宮惠子）

### 編・選集
- 『アリス・ブックI - 新作集』新潮社〈新潮コミック〉、1991年、ISBN 4-10-603026-8
- 『アリス・ブックII - 名作集』新潮社〈新潮コミック〉、1991年、ISBN 4-10-603027-6
- 『少女風雅 - 蕗谷虹児イラスト集』徳間書店、1993年、ISBN 4198600481